# Nikolaï Rubinstein
Pour les articles homonymes, voir Rubinstein.
Nikolaï Grigorievitch Rubinstein (en russe : Николай Григорьевич Рубинштейн), né le 14 juin 1835 à Moscou et mort le 23 mars 1881 à Paris, est un compositeur, pédagogue et pianiste russe. Il est le frère d'Anton Rubinstein.

## Biographie
Né dans une famille juive, il étudia comme son frère le piano très jeune, avec sa mère. Celle-ci les emmena ensuite à Berlin étudier avec Siegfried Dehn et Theodor Kullak, avec le soutien de Mendelssohn et de Meyerbeer. Revenu en Russie en 1846, il continua le piano avec Alexandre Villoing. Il obtint un diplôme de droit à l'université de Moscou en 1855. Il occupe un poste de fonctionnaire modeste et donne des cours particuliers. En 1858, il commence sa carrière de concerts en Russie puis à Londres. Très actif au sein de la Société musicale russe de Moscou, il devint vite un des personnages incontournables de la vie musicale de la ville. En 1866, une partie de la Société musicale russe devint le Conservatoire de Moscou grâce à ses efforts (avec le prince Nikolaï Petrovitch Troubetskoï). Il dirige ce conservatoire jusqu'à son décès. 
Il fut un grand ami de Piotr Ilitch Tchaïkovski, qui avait été l'élève de son frère, et dont il aida la jeune carrière. Tchaïkovski lui dédia son Premier concerto pour piano, que Rubinstein rejeta violemment et refusa de jouer tout d'abord, mais qu'il accepta par la suite. Mais les relations entre les deux compositeurs ne s’arrêtèrent sûrement pas à cette querelle et Tchaïkovski lui confia la première de son ouverture fantaisie Roméo et Juliette en mars 1870. La mort de Nikolaï Rubinstein affecta beaucoup Tchaïkovski, qui dédia à sa mémoire son Trio op.50.
À partir de 1860, Nikolaï Rubinstein est le chef d'orchestre de la Société musicale russe impériale. En 1878, il dirige quatre concerts russes à l'Exposition universelle de Paris. Au quatrième concert, il interprète le Concerto pour piano no 1 de Tchaïkovski.
Contrairement à son frère, il fut un artiste peu prolifique et il ne publia que de rares compositions, une des plus fameuses étant la Tarentelle en sol mineur.
Parmi ses élèves, on trouve Sergueï Taneïev, Alexandre Ziloti et Emil von Sauer. Il lança la carrière de l'éditeur musical Peter Jurgenson.
Il est enterré au cimetière de Novodiévitchi, s'étant converti à la religion orthodoxe.